# Automutilatie
Automutilatie is het woord voor zelfbeschadiging of zelfverminking, zoals gebruikt in de geneeskunde in het algemeen en in de psychiatrie en de zorg voor mensen met een verstandelijke beperking in het bijzonder. De verwondingen kunnen op allerlei manieren plaatsvinden en de ernst van de verwondingen varieert sterk. In het algemeen is suïcide niet de bedoeling van degene die zichzelf beschadigt. Automutilatie kan een copingsmechanisme zijn.

## Beschrijving
Automutilatie is soms een symptoom van een psychiatrische aandoening zoals een persoonlijkheidsstoornis, een eetstoornis of een depressie, maar dit is niet altijd het geval. De wijze waarop automutilatie plaatsvindt kan meer duidelijkheid geven over de achterliggende redenen. Vaak geldt voor alle vormen van automutilatie dat, zolang de oorzaak niet is achterhaald, het gedrag blijft bestaan. Toch bestaat er ook zoiets als "restgedrag". Dit is een mildere vorm van automutilatie, die optreedt uit gewoonte.
De natuurlijke reactie van het lichaam op stress en pijn is het vrijkomen van endorfines; ook bij automutilatie vindt dit plaats.

## Motivatie
Er kunnen verschillende redenen zijn waarom iemand automutileert:
- Zichzelf willen straffen;
- Het kwijtraken van spanningen;
- Het omzetten van geestelijke pijn naar lichamelijke pijn;
- Het gebruiken van pijn om andere (onaangename) zaken te vergeten;
- Als onderdeel van initiatie-rituelen bij sommige volkeren;
- Om jezelf een machtsgevoel geven, doordat je zelf kan bepalen wanneer je pijn voelt en wanneer niet;
- Om het lege gevoel van binnen op te vullen;
- Het lichaam versieren met littekens (scarificatie);
- Om gevoelens te uiten die niet op een andere manier geuit kunnen worden;
- Uit zelfbescherming, dus om erger te voorkomen;
- Als uiting van agressie, de patiënt wordt er rustig van;
- Als minachting van het eigen lichaam;
- Als een schreeuw om hulp;
- Om een vervelende situatie (op het werk/of bij bepaalde sociale contacten) uit de weg te gaan, veroorzaakt men zichzelf letsel, dat vaak ook pijnlijk is, zodat men zich ziek kan melden;
- Als tic/dwangstoornis, bijvoorbeeld het dwangmatig bijten op de tong of in de wang (meestal niet ernstig, maar voor degene zelf heel hinderlijk).

## Geschiedenis
496-406 v.Chr.: In het toneelstuk van Sophocles vermoordt Oedipus onwetend zijn vader en trouwt met zijn moeder. Nadat zij zelfmoord heeft gepleegd, pakt Oedipus haar broche en steekt hiermee zijn ogen uit.
200 v.Chr.-200 n.Chr.: In India ontwikkelde de hindoeïstische mythologie zich. In één mythe zag Surdas de god Krishna. Om het wondermooie beeld te bewaren, verwijderde hij zijn beide ogen. Surdas is dus letterlijk een blinde volgeling.
1e eeuw v.Chr.: Het verhaal van Cybele en Attis is geschreven door de Romeinse dichter Catullus. Nadat hij ontrouw was aan Cybele hakte hij zijn lendenen af met een scherpe vuursteen. Hij werd het voorbeeld voor priesters en andere volgelingen op het festival van de 'Dag van het bloed'.
2e eeuw - 4e eeuw: 
Bijbelse verwijzingen (gesteld dat men deze teksten letterlijk zou nemen)
Marcus 9:47-48
Matteüs 6:22-23
11e eeuw: Automutilatie als uiting van het christelijk geloof werd beoefend door geselbroeders. Sommige gelovigen uit de middeleeuwen hongerden zichzelf uit als zuivering en geselden en krasten zichzelf. De huidige rooms-katholieke beweging Opus Dei doet nog steeds aan rituele zelfkastijding.
Circa 1300: Marco Polo beschrijft hoe de Kalief van Bagdad de christenen bedreigde, door te eisen dat ze met hun geloof een berg moesten verzetten, of anders sterven als ze zich niet wilden bekeren tot de islam. Een eenogige christelijke schoenmaker werd gespaard omdat hij de Bijbeltekst Matteüs 5:29 in acht genomen had door een oog uit te steken. Marco Polo gaf als commentaar: "Door deze daad kan je over de voortreffelijkheid van zijn geloof oordelen."
1846: Het eerste onderzoeksrapport over automutilatie werd gepubliceerd. Het beschrijft een weduwe vol schuldgevoel die haar beide ogen had verwijderd.
1886: Een Afrikaanse bosjesmannenfamilie werd tentoongesteld in Berlijn. Vier van de zes familieleden hadden een of meer vingers die geamputeerd waren. Rudolf Virchow, die tekeningen maakte van hun handen, noteerde dat "bij elke ziekte van welke aard dan ook, het gebruikelijk was dat ze stukken van hun vinger amputeerden, te beginnen bij de pink aan de linkerhand." Vingeramputaties zijn ook gekoppeld aan rouw bij Afrikaanse stammen. De grootte van de amputatie, hoeveel van de vinger er werd verwijderd, zou de betrokkenheid van de geamputeerde met de overledene aangeven.
1888: De kunstschilder Vincent van Gogh sneed tijdens een psychose zijn oor af en verzond dat naar een vrouw die in een bordeel werkte.
1920: Volgens Freuds theorie van de doodsdrift onttrekt de persoon zich aan menselijk contact en trekt hij zichzelf terug in een narcistische positie. In stilte leidt hij zichzelf naar de dood. Freud benadrukt dat het alleen door de activiteit van de levensdrift is dat de doodsdrift uiterlijk wordt afgebeeld als destructieve impulsen op objecten in de buitenwereld.
1938: Karl Menninger suggereerde dat automutilatie een poging zou kunnen zijn om zichzelf te genezen. Hij schreef: "Lokale zelfdestructie is een vorm van gedeeltelijke zelfmoord om volledige zelfmoord te voorkomen". Menninger heeft dit gedrag in vier categorieën ingedeeld: neurotisch, psychotisch, organisch en religieus.
1960: Eeuwenlang werd traditionele insnijding onder de Bangwastam in Afrika uitgevoerd om schoonheid te verhogen en de sociale status aan te geven. Het had ook traditioneel geneeskundige doeleinden. Een ster gesneden in de huid boven de lever zou hepatitis voorkomen en insnijdingen over het hele lichaam zou iemand bevrijden van geesten. Aan deze traditie werd een einde gemaakt in 1960, omdat ze niet zou helpen.
1983: De interesse van de moderne psychiatrie voor automutilatie werd gekenmerkt door een verhandeling van Pattison en Kahan in 1983. Op basis van 56 gepubliceerde rapporten deelden Pattison en Kahan automutilatie in op basis van dodelijkheid, methode en herhaling. Ze stelden een kaart op waarmee alle automutilatiegedragingen ingedeeld konden worden.
1990: Een wereldwijd geaccepteerde indeling van automutilatie werd opgesteld door A.R. Favazza en R.J. Rosenthal, voorgesteld in het boek: Bodies Under Siege (1996).

## Boeken en films
Automutilatie komt voor in onder andere de volgende boeken en films:
- Boek Ik ook van jou, Ronald Giphart (1992) (verfilming uit 2001)
- Film Painful Secrets (ook bekend als Secret Cutting) (2000)
- Film Prozac Nation (2001)
- Film La Pianiste (2001)
- Film Secretary (2002)
- Film Dans ma peau (2002)
- Film Thirteen (2004)
- Jeugdboek Krassen, Elle van den Bogaart (2004)
- Jeugdboek Op de zere plek, David Hill (2005)
- Boek De Da Vinci Code, Dan Brown (2003) (verfilming uit 2006)
- Boek Stuk, Judith Visser (2008)
- Boek De eenzaamheid van de priemgetallen, Paolo Giordano (2008)
- Boek Snijpunt, Nelleke Noordervliet (2008)
- Film Black Swan (2010)
- Boek Mijn zwarte ziel, Vrank Post (2011)
- Film Sala samobójców (ook bekend onder de Engelse titel Suicide Room, 2011)
- Film To Write Love on Her Arms (2012)
- Kinderboek Stad van Zwaarden, Mary Hoffman (deel van de serie Stravaganza, 2013)
- Boek It's kind of a funny story, Ned Vizzini (2006) (verfilming uit 2010)
- Boek Pappies kleine meid slaapt op straat (2009) Stephanie Joy Eerhart
- Boek Spijt, Carry Slee (1996) (verfilming uit 2013)
- Boek 13 Reasons Why, Jay Asher (2007) (op boek gebaseerde tv-serie, 2017)
- Tv-serie Ginny and Georgia (2021)
- Boek Littekens van de straat (2021) Stephanie Joy Eerhart
- Boek Opgesloten Teresa Cooper (Originele titel: Pin Down / Trust No one